# Глібовське сільське поселення (Вяземський район)
Глі́бовське сільське поселення (рос. Глебовское сельское поселение) — сільське поселення у складі Вяземського району Хабаровського краю Росії.
Адміністративний центр — село Глібово.

## Населення
Населення сільського поселення становить 279 осіб (2019; 286 у 2010, 347 у 2002).

## Склад
До складу сільського поселення входять:
| Населений пункт   | Населення, осіб (2002) | Населення, осіб (2010) |
| ----------------- | ---------------------- | ---------------------- |
| Глібово, село     | 277                    | 258                    |
| Каменушка, селище | 28                     | 13                     |
| Снарський, селище | 42                     | 15                     |